# Érik Boisse
Érik Boisse (Clichy, 14 marzo 1980) è uno schermidore francese, specializzato spada. Ha vinto una medaglia d'oro nella scherma ai Giochi olimpici.

## Biografia
È figlio dell'olimpionico di scherma Philippe Boisse.

## Palmarès
In carriera ha ottenuto i seguenti risultati:
- Giochi olimpici:

Atene 2004: oro nella spada a squadre.
- Mondiali di scherma

Lipsia 2005: oro nella spada a squadre.
Torino 2006: oro nella spada a squadre.
San Pietroburgo 2007: oro nella spada a squadre e argento individuale.
- Europei di scherma

Coblenza 2001: bronzo nella spada a squadre.
Mosca 2002: oro nella spada a squadre.
Gand 2007: bronzo nella spada a squadre.